# ヌルタイ・アブィカエフ
ヌルタイ・アブィカエヴィッチ・アブィカエフ（Нуртай Абыкаевич Абыкаев、1947年5月15日 - ）は、カザフスタン共和国の政治家、外交官。カザフスタン国家保安委員会議長。少将。

## 経歴
アルマアタ州出身。ウラル工科大学とアルマ・アタ高等党学校を卒業。
1970年代、アルマ・アタ重機械製造工場の技師として働き、党（共産党）の業務に就いた。その後、カザフ・ソビエト社会主義共和国の閣僚会議議長補佐官、カザフスタン共産党中央委員会第一書記補佐を経て、大統領府長官、首相、安全保障会議議員を務めた。
1995年～1996年、駐英・アイルランド兼駐デンマーク・ノルウェー・スウェーデン大使、外務第一次官。1996年9月、大統領第一補佐官、その後国家保安委員会議長。
2002年1月～2004年3月10日、大統領府長官。2004年3月10日～2007年1月11日、議会上院議長。2004年5月28日～11月、EuroAzEC議会間総会議長。
2007年1月11日～2008年10月14日、駐露大使。2008年10月14日、外務第一次官。
2010年8月23日、国家保安委員会議長に任命。2015年12月まで在任していた。

## パーソナル
妻帯、2男1女、3人の孫を有する。経済科学博士。
カザフスタンの"Қазақстан Республикасының Тұңғыш Президенті Нұрсұлтан Назарбаев"勲章、「パラサート」勲章、ロシアの「友好」勲章、「名誉」勲章、メダル6個を受賞。
趣味は、バレーボール、ゴルフ、スキー、音楽。国家ゴルフ連盟総裁。カザフスタン・アマチュアゴルフ第1回選手権銀賞。"European Challenge Tour"シリーズの"Kazakhstan Open"トーナメントの勝者。